# عالیه شعیب
عالیه محمد شُعَیب (۲۶ ژانویه ۱۹۶۴) هنرمند تجسمی، شاعر و نویسندهٔ کویتی است. در سال ۱۹۸۵ لیسانس فلسفه را از دانشگاه کویت، در سال ۱۹۹۱ از دانشگاه بیرمنگام بریتانیا در رشتهٔ فلسفه اخلاق مدرک کارشناسی ارشد و در سال ۱۹۹۴ مدرک دکترای خود را از دانشگاه بیرمنگام گرفت. داستان‌های کوتاه، مقالات انتقادی و مجموعه شعرهای بسیاری بسیاری نوشته است و در سمینارهای پژوهشی و شب‌های داستان و شعر شرکت کرده است. نخستین مجموعه شعر خود را در سال ۱۹۹۳ و نخستین مجموعه داستان کوتاه را در سال ۱۹۸۹ چاپ کرد.

## زندگی و پیشه
عالیة محمد عبدالله عبدالعزیز شعیب در سال ۲۶ ژانویه ۱۹۶۴ در کویت متولد شد. در سال ۱۹۸۱ از دبیرستان فارغ‌التحصیل شد. لیسانس ادبیات-فلسفه از دانشگاه کویت در سال ۱۹۸۵ گرفت. در سال ۱۹۹۱ مدرک کارشناسی ارشد خود را از دانشگاه بیرمنگام بریتانیا در رشتهٔ فلسفه اخلاق دریافت کرد که موضوع آن «اخلاق عمل انسانی» بود. · در سال ۱۹۹۴ دکترای خود را با عنوان پایان‌نامهٔ «هویت فیزیکی زنان» از همان دانشگاه دریافت کرد. به عضویت انجمن هنرهای زیبا، اتحادیهٔ نویسندگان کویت، گروه دوستان هنر تجسمی و انجمن دانش‌آموختگان درآمد.
با داستان‌ها و مقالات خود به جنبش ادبی کویت کمک کرد و از راه نقاشی‌ها و نمایشگاه‌های هنری خود، نقش برجسته ای در جنبش هنرهای تجسمی ایفا کرد. داستان‌های کوتاه، مقالات انتقادی و شعرهای زیادی در روزنامه‌ها و مجلات محلی و عربی نوشت. چندین نمایشگاه هنرهای زیبا را در کویت، لبنان و بریتانیا برگزار کرد و سخنرانی‌هایی در مورد این هنر ایراد کرد.به تدریس مبحث فلسفه، فلسفهٔ اخلاق و اخلاق در جامعه مدرن، در گروه فلسفهٔ دانشگاه کویت می‌پردازد. در روزنامهٔ «الرای» و سایر روزنامه‌ها و مجلات، مقاله می‌نویسد. به عنوان استاد فلسفه اخلاق، گروه فلسفه، دانشگاه کویت در سال‌های ۱۹۹۴–۲۰۰۸ کار کرد. انجمن عطش را در سال ۲۰۱۴ تأسیس کرد. در سال‌های ۲۰۱۵–۲۰۲۱ مدیرعامل شرکت سینمایی‌های اسکای بود. شعیب همچنین مدیر عامل شرکت انتشارات و چاپ «عالیه شعیب» ۲۰۰۱–۲۰۰۴، مدیر عامل شرکت اثیکز لب، ال.ال. سی (به انگلیسی: Ethics Lab LLC) ۲۰۰۵–۲۰۱۰ بود. شعیب همچنین به دنیای بازیگری وارد شد و در سریال‌های «الوزیره»، «العقید شمة» و «الدکتورة منیرة» نقش آفرید.
شعیب پیشگام کسانی بود که خواستار آموزش آموزش جنسی در مدارس کویت بودند که این امر باعث ایجاد بحث و جدل در محافل کویتی شد. او توضیح داده که خواستهٔ او به انتخاب اطلاعات مناسب برای مرحلهٔ مناسب برای دانش‌آموزان مدرسه، با در نظر گرفتن سن آنها و مراحل تغییر آنها خلاصه می‌شود. این موضوعی است که به قول او خیلی دیر شده است، عالیه شعیب با نظرات خود، جنجال‌هایی را برانگیخته است که مشکلات متعددی را برای او به وجود آورده و میراث سنگینی را در دادگاه از خود به جای گذاشته است. در فوریهٔ ۲۰۰۰، بر اساس تصمیم دادستانی به دو ماه حبس به دلیل «نظراتی که اسلام را به سخره می‌گیرد» در یکی از دیوان‌های شعرش، محکوم شد. او  ۵۰ دینار کویتی (۱۶۰ دلار آمریکایی در آن) برای تعلیق حکم تا زمان رسیدگی به درخواست تجدیدنظر پرداخت کرد. فیصل خزعل، شوهر او، از جابر احمد الصباح امیر کویت درخواست کرد تا حکم زندان همسرش را به اتهام توهین به اسلام لغو کند. خزعل تصمیم گرفت به نزد امیر برود، زیرا در اسلام، شوهر در برابر خداوند مسئول زنش است و در کویت، احکام به نام امیر صادر می‌شود که او را مسئول مردم می‌دانند. لیلا العثمان، نویسندهٔ کویتی و ناشر آن دیوان شعر در این پرونده به همین مجازات محکوم شد. خزعل با ارسال درخواستی پنج صفحه‌ای به امیر کویت حکم صادره علیه همسرش را رد کرد.

## آثار
مجموعه شعرها:
- عناكب ترثي جرحاً: دار الربیعان، کویت، ۱۹۹۳.
- الذخيرة في اصرخي في فمي: دار المدی، ۱۹۹۵
- نهج الوردة: دار المدی، دمشق، ۱۹۹۷.
- قلق غزالة: دارالعین، قاهره، ۲۰۱۵.

مجموعه داستان‌های کوتاه:
- امرأة تتزوج البحر: دار کاظمه، کویت، ۱۹۸۹
- بلا وجه: دار عالیه، کویت، ۱۹۹۳.
- أحبك لا أحبك: شعرهای ترجمه‌شده، دار عالیه، کویت، ۲۰۰۴
- سأغلق هذا الباب خلفي: ۲۰۰۷.
- سيرة الورد: ۲۰۲۱.

رمان‌ها:
- طيبة: دار نوفا، کویت، ۲۰۰۳.
- شقة الجابرية:دار الیاسمین، قاهره، ۲۰۱۷

کتاب‌های دیگر:
- حقوق المرأة الثابتة في القرآن الكريم:
- نصوص وجدانية عن الكويت:
- بورتريه غربة: دار عالیه، کویت، ۲۰۰۱.
- كلام الجسد: دراسة أخلاقية: دار عالیه، کویت، ۲۰۰۱
- السحاق والبغاء في الشريعة والفلسفة: اثیکز لب، ال.ال. سی، ۲۰۰۵
- الفساد، رؤى أخلاقية، اجتهاد، تحليل و تأملات: خودناشر (عالیه شعیب)، ۲۰۰۴
- عطش: اثیکز لب، ال.ال. سی، ۲۰۰۸.
- أخت الفتنة: دراسة في السحاق و البغاء: دار بتانه، قاهره، ۲۰۱۸
- باریس كذئب تاه في اللغة: اسکای‌های، قاهره، ۲۰۱۹.
- الجسد بين الأصل والتزوير: ۲۰۲۱
- جسد المرأة في القرآن: دار السحاب، قاهره، ۲۰۲۰.
- أتخيل: خودناشر (عالیه شعیب)، ۲۰۲۳.